# Petrus Johannes Blok
 (décembre 2018).
Si vous disposez d'ouvrages ou d'articles de référence ou si vous connaissez des sites web de qualité traitant du thème abordé ici, merci de compléter l'article en donnant les références utiles à sa vérifiabilité et en les liant à la section « Notes et références ».
Petrus Johannes Blok est un historien et enseignant néerlandais né le 10 janvier 1855 au Helder et décédé le 24 octobre 1929 à Leyde.

## Biographie
Il fut docteur en lettres classiques, professeur d'histoire au lycée classique de Leiden (1879-1884), professeur d'université de Groningen (1884-1894), membre de la société d'histoire et de littérature (het Historisch Genootschap en Letterkunde), fondateur de la société historique de Groningen (Historisch Genootschap Groningen) et membre de l'Académie royale néerlandaise des arts et des sciences à partir de 1892 (Koninklijke Nederlandse Akademie van Wetenschappen).
Il est considéré comme l'un des maitres de la guilde des historiens néerlandais. Blok écrivit en 1883 Een Hollandsche stad in de Middeleeuwen et en 1884 Een Hollandsche stad onder de Bourgondisch-Oostenrijksche, à partir des archives de Leiden, preuve de son attachement à l'histoire locale. Il publia un ouvrage en 8 volumes entre 1892 et 1908 "Geschiedenis van het Nederlandsche volk", qui est une étude du peuple néerlandais. Alors que son métier de professeur à Leiden l'ennuyait, sa rencontre avec Robert Fruin, un grand historien néerlandais, fut déterminante. Ce dernier le forma au métier d'historien scientifique. Ensemble, ils travaillèrent sur la ville de Leiden et ses archives. Blok mettait un point d'honneur à étudier l'histoire de la société néerlandaise (particulièrement du Moyen Âge) au travers de l'histoire sociale et de l'histoire du peuple néerlandais et de sa culture, laissant de côté le poids l'État, contrairement à ses prédécesseurs. 